# Bonte tiran
De bonte tiran (Empidonomus varius) is een zangvogel uit de familie Tyrannidae (tirannen).

## Verspreiding en leefgebied
Deze soort komt wijdverspreid voor in Zuid-Amerika en telt twee ondersoorten:
- E. v. varius: Bolivia, centraal en zuidelijk Brazilië, Paraguay, noordelijk Argentinië en Uruguay.
- E. v. rufinus: Venezuela, de Guyana's en noordelijk en oostelijk Brazilië.

## Status
De grootte van de populatie is niet gekwantificeerd maar de soort wordt omschreven als vrij algemeen. Op de Rode lijst van de IUCN heeft deze soort de status niet bedreigd.